# مايكل وليامز (ممثل)
مايكل وليامز (بالإنجليزية: Michael Williams)‏ هو ممثل بريطاني، ولد في 9 يوليو 1935 بليفربول في المملكة المتحدة، وتوفي في 11 يناير 2001 في المملكة المتحدة بسبب سرطان الرئة.

## وصلات خارجية
- مايكل وليامز على موقع IMDb (الإنجليزية)
- مايكل وليامز على موقع ميوزك برينز (الإنجليزية)
- مايكل وليامز على موقع أول موفي (الإنجليزية)
- مايكل وليامز على موقع قاعدة بيانات برودواي على الإنترنت (الإنجليزية)
- مايكل وليامز على موقع قاعدة بيانات الأفلام السويدية (السويدية)
- مايكل وليامز على موقع إن إن دي بي (الإنجليزية)
- مايكل وليامز على موقع ديسكوغز (الإنجليزية)
- مايكل وليامز على موقع قاعدة بيانات الفيلم (الإنجليزية)